# Ибсен, Сигурд
Сигурд Ибсен (норв. Sigurd Ibsen; 23 декабря 1859 — 14 апреля 1930) — норвежский политический деятель и журналист, сын драматурга Генрика Ибсена.

## Биография
Сигурд Ибсен родился 23 декабря 1859 года в городе Осло в Христиании. Он был единственным сыном Генрика Ибсена и Сюзанны Торесен, и родители возлагали на него большие надежды. Сигурду пришлось всю жизнь бороться, чтобы оправдать эти ожидания; он рос в основном в Германии и Италии.
В 1882 году в Риме Сигурд Ибсен получил степень доктора права. Он женился на певице Берглют Бьёрнсон (меццо-сопрано), дочери норвежского писателя Бьёрнстьерне Бьёрнсона. Их сын, Танкред Ибсен, стал известным кинорежиссёром, а дочь, Ирен Ибсен Билле, — писательницей и драматургом.
Состоял при посольствах в Вашингтоне и Вене. В 1896—1897 годах читал в Христиании (ныне — Осло) лекции по социальному вопросу. В 1902 году назначен членом норвежского отделения государственного совета в Стокгольме. В 1903 вошёл в состав кабинета Хагерупа и назначен премьер-министром Норвегии в государственном совете в Стокгольме.
Сигурд Ибсен умер 14 апреля 1930 года. Похоронен на Спасском кладбище родного города.
Отдельно издал книги «Unionen» (1891) и «Moend og magter» («Люди и державы», 1894). Ибсен был сторонником унии со Швецией.